# Club Baloncesto Málaga 2024-2025
Questa voce raccoglie le informazioni riguardanti il Club Baloncesto Málaga nelle competizioni ufficiali della stagione 2024-2025.

## Stagione
La stagione 2024-2025 del Club Baloncesto Málaga è la 33ª nel massimo campionato spagnolo di pallacanestro, la Liga ACB.

## Roster
Aggiornato al 11 settembre 2024.
| Unicaja Málaga 2024-25 | Unicaja Málaga 2024-25 |
| Giocatori              | Staff tecnico          |
| ---------------------- | ---------------------- |

| N. | Naz.                                                | Ruolo | Nome                   | Anno | Alt.   | Peso   |  |
| -- | --------------------------------------------------- | ----- | ---------------------- | ---- | ------ | ------ |  |
| 0  | Rep. Dominicana (bandiera) · Spagna (bandiera)      | AC    | Tyson Pérez            | 1996 | 202 cm | 97 kg  |  |
| 1  | Stati Uniti (bandiera) · Germania (bandiera)        | AG    | Dylan Osetkowski       | 1996 | 206 cm | 115 kg |  |
| 2  | Polonia (bandiera) · Spagna (bandiera)              | C     | Aleksander Balcerowski | 2000 | 216 cm | 123 kg |  |
| 3  | Canada (bandiera) · Nigeria (bandiera)              | A     | Melvin Ejim            | 1991 | 201 cm | 100 kg |  |
| 4  | Stati Uniti (bandiera) · Belgio (bandiera)          | G     | Tyler Kalinoski        | 1992 | 193 cm | 82 kg  |  |
| 6  | Stati Uniti (bandiera)                              | G     | Kameron Taylor         | 1994 | 198 cm | 95 kg  |  |
| 7  | Spagna (bandiera)                                   | AP    | Jonathan Barreiro      | 1997 | 203 cm | 90 kg  |  |
| 9  | Spagna (bandiera)                                   | P     | Alberto Díaz (C)       | 1994 | 188 cm | 81 kg  |  |
| 11 | Stati Uniti (bandiera)                              | PG    | Tyson Carter           | 1998 | 193 cm | 79 kg  |  |
| 14 | Bosnia ed Erzegovina (bandiera) · Spagna (bandiera) | AP    | Nihad Đedović          | 1990 | 199 cm | 86 kg  |  |
| 33 | Francia (bandiera)                                  | AG    | Killian Tillie         | 1998 | 207 cm | 100 kg |  |
| 45 | Stati Uniti (bandiera) · Bulgaria (bandiera)        | C     | David Kravish          | 1992 | 208 cm | 109 kg |  |
| 51 | Spagna (bandiera)                                   | P     | Manuel Trujillo        | 2007 | 194 cm |        |  |
| 55 | Stati Uniti (bandiera) · Montenegro (bandiera)      | P     | Kendrick Perry         | 1992 | 183 cm | 82 kg  |  |
| 77 | Spagna (bandiera)                                   | C     | Yankuba Sima           | 1996 | 211 cm | 102 kg |  |

| Allenatore |
| - Ibon Navarro                                                                                                |
| Assistente/i                                                                                                  |
| - Paco Aurioles - / Andrija Gavrilović - Alberto Miranda Legenda - (C) Capitano - (IN) Inattivo - Infortunato |

## Mercato

### Sessione estiva
| Acquisti | Acquisti               | Acquisti      | Acquisti      | Acquisti |
| R.a      | Nome                   | da            | Modalità      |          |
| -------- | ---------------------- | ------------- | ------------- | -------- |
| P        | Mario Saint-Supery     | Tizona Burgos | fine prestito |          |
| AG       | Killian Tillie         | Free agent    | svincolato    |          |
| AC       | Tyson Pérez            | Andorra       | fine prestito |          |
| C        | Aleksander Balcerowski | Panathīnaïkos | svincolato    |          |
| C        | Yannick Nzosa          | Estudiantes   | fine prestito |          |

| Cessioni | Cessioni           | Cessioni    | Cessioni       | Cessioni |
| R.       | Nome               | a           | Modalità       |          |
| -------- | ------------------ | ----------- | -------------- | -------- |
| P        | Mario Saint-Supery | Manresa     | prestito       |          |
| AG       | Will Thomas        |             | ritirato       |          |
| C        | Augusto Lima       | Coruña      | fine contratto |          |
| C        | Yannick Nzosa      | Fuenlabrada | prestito       |          |